# 拉科普斯
拉科普斯是非洲南部國家博茨瓦納的村落，由中部區負責管轄，位於馬卡迪卡迪鹽沼西南方，村上有機場設施，2001年人口估計約4,555。
21°2′13″S 24°24′33″E / 21.03694°S 24.40917°E